# Kantonale Volksabstimmung «Universitätsgesetz»
Die Kantonale Volksabstimmung «Universitätsgesetz» war eine Volksabstimmung im Schweizer Kanton Luzern, die am 21. Mai 2000 stattfand. Inhalt der Abstimmung war der Ausbau der bestehenden universitären Hochschule zur Universität Luzern.

## Hintergründe und Inhalt
Als einzige der sieben Grossregionen der Schweiz hatte die Zentralschweiz Anfang 2000 keine richtige Universität, sondern nur eine universitäre Hochschule. Bereits 1978 kam die Idee einer Universität auf, scheiterte jedoch an einer Volksabstimmung. Am 17. Januar 2000 beschloss der Luzerner Grosse Rat über das neue Universitätsgesetz, welches einen Ausbau der universitären Hochschule zur Universität vorsah. Konkret waren die geplanten Maßnahmen die Erweiterung der Fakultät Geisteswissenschaft auf ein Studienfach Soziologie, sowie der Erschaffung einer neuen Fakultät Rechtswissenschaft. Die bisherige Fakultät der Theologie sollte wie bis anhin weitergeführt werden. Als Prognose nahm man folgende Anzahl Studierenden bis ins Jahr 2005 an:
| Fakultät              | Bisher (1998/99) | Prognose 2005 |
| --------------------- | ---------------- | ------------- |
| Theologie             | 217              | 200           |
| Geisteswissenschaften | 42               | 200           |
| Rechtswissenschaft    | -                | 500           |

Da der Beschluss zum Universitätsgesetz dem von 1978 durch die Volksabstimmung ergebenen Resultat widerspricht, entschloss sich der Grosse Rat seinen Beschluss erneut dem Volk als Abstimmung vorzulegen.

## Abstimmungsergebnis
Im Amt Entlebuch fand sowohl die höchste Stimmbeteiligung statt, wie auch mit 61 % Ja-Stimmen die geringste Zustimmung. Den höchsten Ja-Stimmenanteil gab es im Amt Luzern mit 75 %. Alle fünf Ämter des Kantons nahmen das Universitätsgesetz mit einem Durchschnitt von 72 % Ja-Stimmen bei einer Stimmbeteiligung von 53 % an.
| Amt       | Stimmbeteiligung | Ja (Anzahl) | Nein (Anzahl) | Ja (Prozent) | Nein (Prozent) | Annahme |
| --------- | ---------------- | ----------- | ------------- | ------------ | -------------- | ------- |
| Entlebuch | 60,85 %          | 4'767       | 3'006         | 61,33 %      | 38,67 %        | Ja      |
| Hochdorf  | 51,99 %          | 14'510      | 5'063         | 74,13 %      | 25,87 %        | Ja      |
| Luzern    | 52,81 %          | 41'340      | 13'689        | 75,12 %      | 24,88 %        | Ja      |
| Sursee    | 54,55 %          | 15'756      | 6'081         | 72,15 %      | 27,85 %        | Ja      |
| Willisau  | 53,95 %          | 10'767      | 5'610         | 65,74 %      | 34,26 %        | Ja      |
| Total (5) | 53,59 %          | 87'140      | 33'449        | 72,26 %      | 27,74 %        | Ja      |